# مقاطعة موسكو
مقاطعة موسكو (الروسية: Московская область) (النطق: اوبلاستي، مفردها: اوبلاست) هي إحدى المناطق الفدرالية في روسيا الاتحادية، تدخل في المنطقة الفيدرالية المركزية. مركزها الإداري هو مدينة موسكو. تأسست المقاطعة في 14 يناير 1929.
تبلغ درجة الحرارة في مقاطعة موسكو حوالي -9 درجة مئوية في يناير و 19 درجة مئوية في يوليو،
تحتل مقاطعة موسكو مساحة 44,379 كيلومتر مربع. تغطي الغابات 42٪ من مساحة الأرض.

## مدن وقرى موسكو أوبلاست
أبريليفكا،
بالاشيكا،
برونيتسي،
تشيخوف،
تشيرنوغولوفكا،
ديدوفسك،
دميتروف،
دولغوبروندي،
دوموديدوفو،
دريزنا،
دوبنا،
دزيرجينسكي،
إيليكتروغورسك،
إيليكتروستال،
إيليكتروغلي،
فريازينو،
غوليتسينو،
إيسترا،
آيفانتييفكا،
كاشيرا،
خيمكي،
خوتكوفو،
كليموفسك،
كلين،
كولومنا،
كوروليوف،
كوتلنيكي،
كراسنوارميسك، موسكو أوبلاست،
كراسنوغورسك،
كراسنوزافودسك،
كراسنوزنامنسك،
كوبينكا،
كوروفسكوي،
ليكينو-دوليوفو،
لوبنيا،
لوسينو-بتروفسكي،
لوخوفايتسي،
ليتكرينو،
ليوبارتسي،
موسكوفسكي،
موجايسك،
مايتشي،
نارو-فومينسك،
نوجينسك،
اودينتسوفو،
أوريخوفو-زويفو،
اوجيرلاي،
اوزايوري،
بافلوفسك بوساد،
بيرسفت،
بودولسك،
بروتفينو،
بوشتشينو،
بوشكينو،
رامنسكوي،
ريوتوف،
روشال،
روزا،
سرغيايف بوساد،
سربوخوف،
شاتورا،
شتشربينكا،
شتشايولكوفو،
سولنتشنوغورسك،
ستارايا كوبافنا،
ستوبينو،
تالدوم،
ترويتسك، موسكو أوبلاست،
فيرييا،
فيدنويي،
فولوكولامسك،
فوسكريسينسك،
فيسوكوفسك،
ياخروما،
ييغوريفسك،
يوبيلييني،
زارايسك،
جيليزنودوروجني،
جوكوفسكي,
أشوكينو,
أشيتكوفو,
أغروغورود,
أفسيونينو,
ألابوشيفو,
أندرييفكا,
دوبروفكا,
دوناي,
غورودوك-17، موسكوفسكاجا أوبلاست,
ايلين بوغوست,
سيريبرينيي برودي.

## التقسيم الإداري
تنقسم مقاطعة موسكو إلى 36 وحدات إدارية من بينها:
- لينينسكي رايون
- اريخوفو-زويفو رايون
- بافلوفسك بوساد رايون
- سرغيايف بوساد رايون
- تشيحوف رايون
- لوشوتين رايون
- فولوكولامسك رايون
- دميتروف رايون
- موجايسك رايون
- ستوبينو رايون

## توأمة
لمحافظة موسكو اتفاقيات توأمة مع كل من:
- يلغافا (2003 - )
- بورغاس
- بلدية برغاس [الإنجليزية]‏

## معرض صور

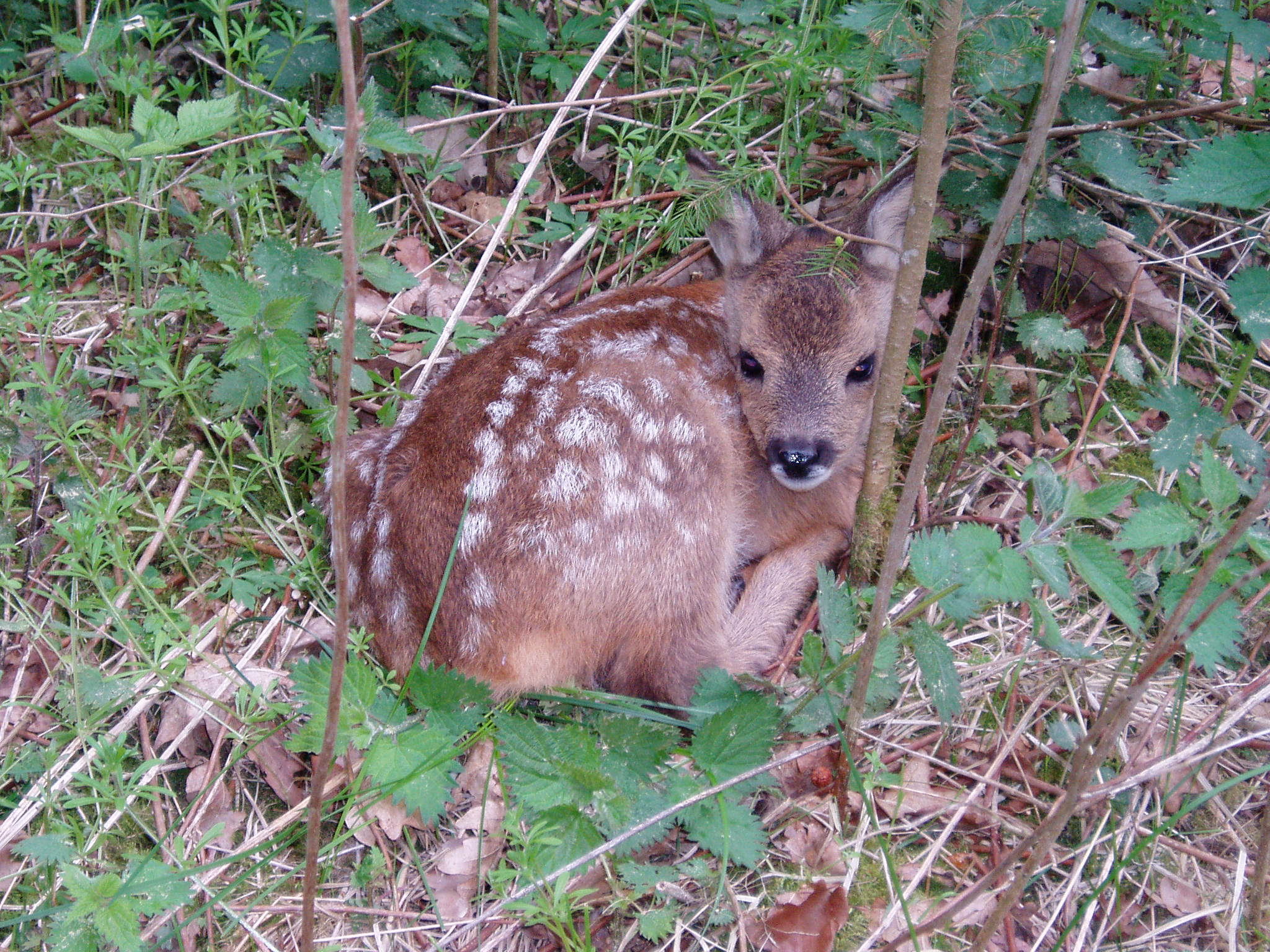
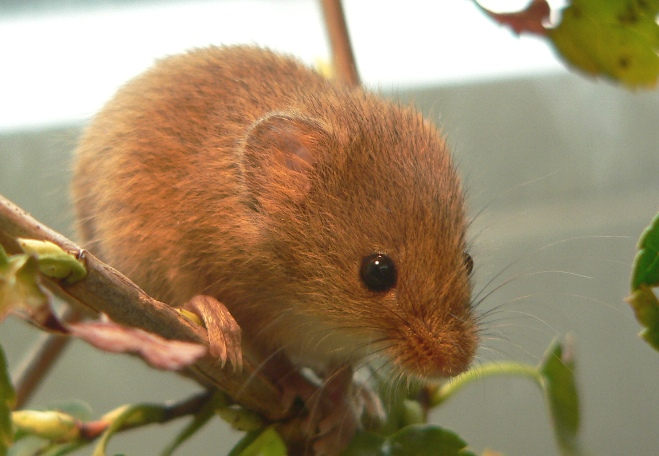
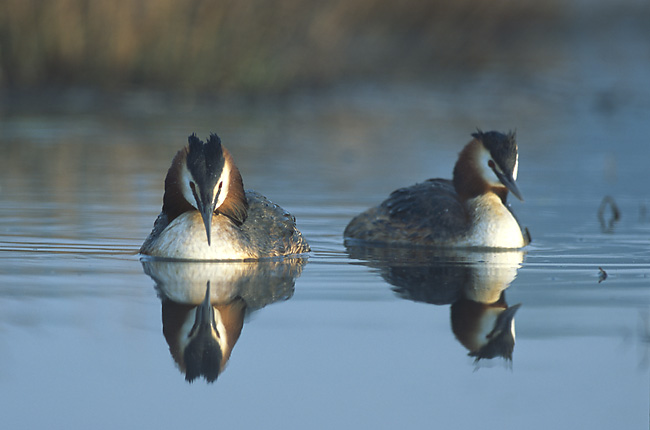
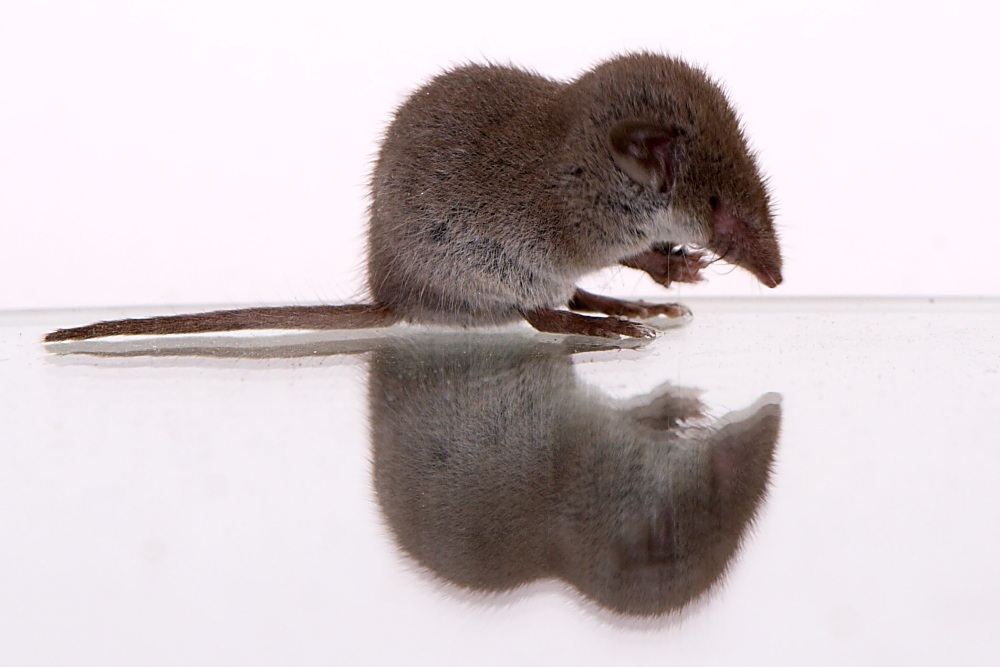
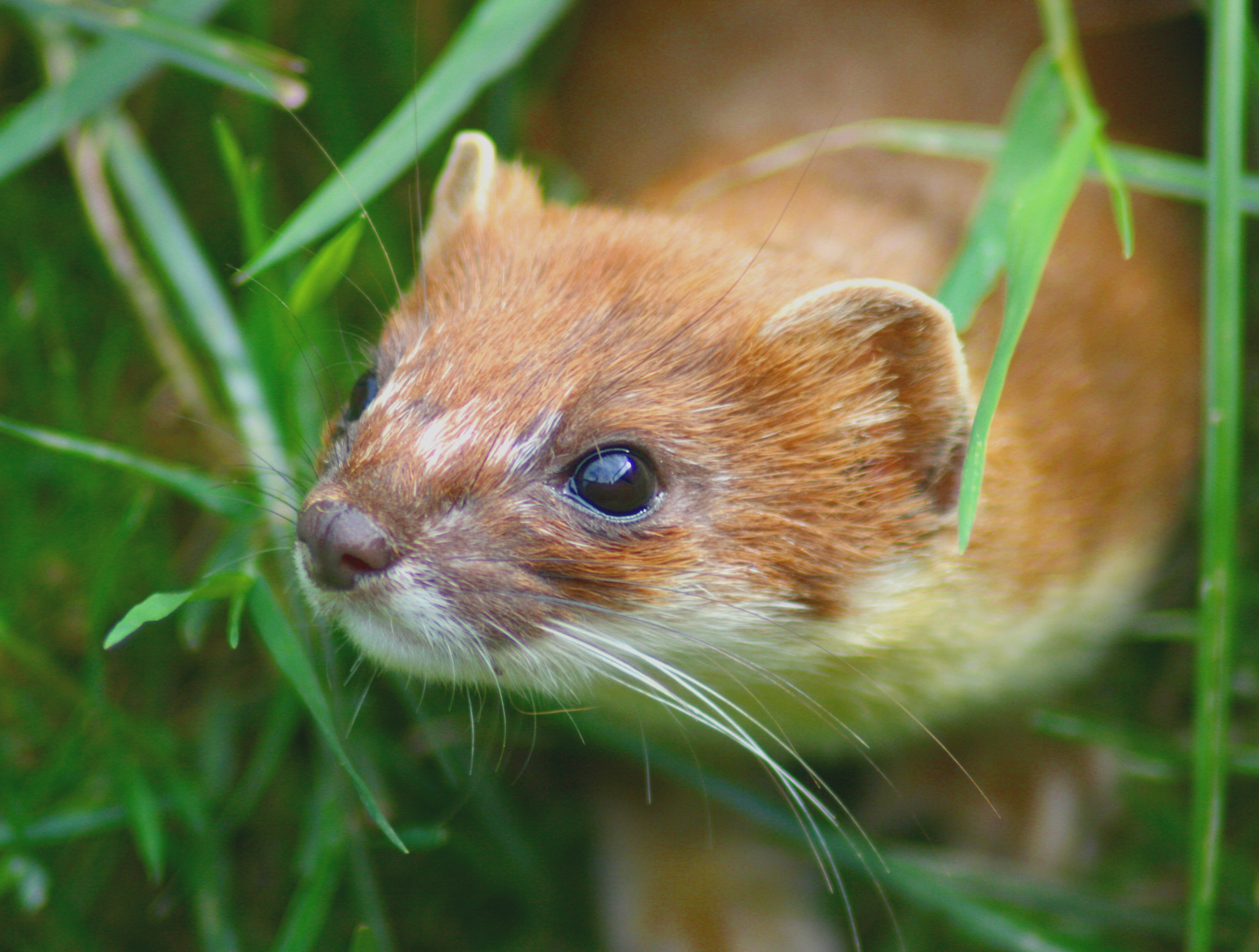

## أعلام
- فلاديمير لوباشيف
- يفغيني روديونوف
- يوري جلازكوف
- إدوارد لي هوارد
- ألكسي افاناسييف

## مواقع خارجية
- موقع للتعريف بروسيا باللغة العربية
- حكومة موسكو أوبلاست

- صحيفة

الإمبراطورية الروسية